# La collina dei conigli (film)
La collina dei conigli (Watership Down) è un film di animazione del 1978 diretto da Martin Rosen, tratto dal romanzo omonimo di Richard Adams.
La trama è abbastanza fedele al libro originale, nonostante ci siano parti omesse e qualche cambiamento (ad esempio, il film narra di 8 conigli rispetto ai 17 del libro). Il film è stato censurato in molti paesi per la sua violenza.
Nella colonna sonora spicca la canzone Bright Eyes di Art Garfunkel, singolo che arrivò al primo posto nelle classifiche inglesi.

## Trama
Nel prologo viene mostrata la creazione del mondo da parte del grande Fritz, divinità identificata con il Sole, e la leggenda di El Ahrairà, il Principe dei Conigli, punito dal grande Fritz per la sua superbia.
Nella conigliera di Sandleford, Quintilio, un giovane coniglio, ha una terribile visione che preannuncia l'imminente distruzione dell'area in cui si trovano le loro tane. Quintilio e suo fratello maggiore Moscardo non riescono a convincere il Gran Coniglio sulla necessità della fuga; i due decidono di partire, insieme ad alcuni compagni, tra gli altri Parruccone, Argento, Mirtillo, Dente di Leone, Nicchio e Violetta. Moscardo assume la guida del gruppo e si avvia attraverso un territorio sconosciuto. Riescono così a superare un bosco dall'aria tetra abitato da pericolosi predatori e ad attraversare un fiume per eludere un cane; stremati, trovano riposo all'ombra di alcune verdure in un campo, ma Violetta, temporaneamente allontanatasi, viene ghermita da un uccello rapace.
I fuggiaschi, con il morale a terra per le difficoltà del viaggio ed un'imprecisata meta che appare sempre più utopica, incontrano Primula Gialla, un coniglio dai modi curiosi, il quale chiede a Quintilio e agli altri di unirsi alla sua conigliera. Qui vi trovano cibo in abbondanza ma Quintilio ha comunque un brutto presentimento su quel luogo, e ben presto scoprono che i dintorni sono pieni di trappole piazzate da un agricoltore. Parruccone si salva a stento da una di esse ed i conigli, sconvolti dalla situazione, ripartono. Durante una sosta Moscardo, accompagnato da Nicchio, esplora la fattoria del Noceto, qui vi trova un grosso cane legato e delle coniglie tenute in gabbia. Interrotti dall'arrivo di un gatto, sono costretti ad una rocambolesca fuga, con la promessa però che sarebbero tornati a liberarle.
Lungo la strada vengono raggiunti da un coniglio di Sandleford affaticato e ferito gravemente, Pungitopo, che racconta come la conigliera d'origine sia stata distrutta dagli uomini, confermando lo spirito profetico di Quintilio. Stremato si riposa e poi racconta che durante il viaggio dall'ormai distrutta conigliera, si è imbattuto nella conigliera di Èfrafa, rigidissima comunità comandata dal tiranno Generale Vulneraria e dai suoi feroci conigli. A Èfrafa vigono turni per il pascolo ed altre ferree regole, ogni trasgressione è punita molto severamente con la violenza. Pungitopo, anch'esso percosso duramente per aver tentato ripetutamente la fuga, riesce infine a fuggire solo grazie all'aiuto della coniglia Kaisentlaia, e anche per via del fatto che i conigli Efrafani che lo stavano inseguendo vengono investiti da un treno.
Finalmente i conigli raggiungono la sommità della collina di Watership, sorta di terra promessa delle visioni di Quintilio, e vi si stabiliscono. Sul colle i conigli incontrano un gabbiano ferito ad un'ala di nome Kehaar, lo aiutano e diventano così amici. Finalmente insediati, i conigli si accorgono però che la nuova conigliera è destinata a estinguersi, visto che tra loro non vi sono femmine; con l'aiuto di Kehaar, guarito, organizzano un volo di ricognizione dei dintorni alla ricerca di altri insediamenti nella speranza di riuscire a convincere alcune femmine ad aggregarsi alla propria.
Mentre Kehaar è assente per il sopralluogo aereo, Moscardo, Mirtillo e Dente di Leone decidono di effettuare un'incursione alla vicina fattoria del Noceto precedentemente esplorata per liberare le coniglie domestiche. Una volta arrivati rosicchiano le chiusure della gabbia per permettere la fuga a Cedrina e alle sue compagne, nel mentre però i proprietari della fattoria, allarmati da un rumore e dai latrati del cane, sopraggiungono armati, i tre incursori sono costretti ad una precipitosa fuga, nel corso della quale Moscardo viene ferito gravemente da un colpo di fucile e disperso; le coniglie vengono invece recuperate dai fattori e rimesse in gabbia. Mirtillo e Dente di Leone, credendolo morto e disperso, fanno ritorno alla collina dove informano Quintilio dell'accaduto. Quintilio guidato dallo Spirito del Coniglio Nero, attraverso visioni oniriche, raggiunge il luogo ove Moscardo si è nascosto, e lo riporta alla collina; qui sopraggiunge Kehaar, che estrae i pallini di piombo dalla coscia del ferito.
Kehaar riporta di aver visto un'altra grande conigliera a una certa distanza, si tratta di Èfrafa. Pungitopo sconsiglia vivamente una spedizione in quel luogo, ma Moscardo, ostinato, mette a punto un piano. Parruccone dovrà infiltrarsi a Èfrafa, contattare alcune femmine scontente e farle uscire sfuggendo alla sorveglianza del Generale Vulneraria e della sua Ausla.
I conigli intraprendono la pericolosa spedizione e aiutati dal gabbiano, riescono a tornare sul colle Watership insieme a Kaisentlaia, a Nerigno e alle altre femmine liberate da Èfrafa. Una pattuglia efrafana li ha però seguiti e presto Vulneraria organizza una spedizione contro Watership. Così gli ingressi alla tana vengono ostruiti con la terra, ma gli efrafani sono forti e numerosi, attaccano quindi la conigliera e la sua sorte sembra segnata.  Nel frattempo Quintilio è in preda ad un'altra visione, che suggerisce a Moscardo un'idea: chiede a Parruccone di chiudere tutto e di resistere tenacemente e il più a lungo possibile all'assalto di Vulneraria, mentre lascia in tutta fretta la tana seguito da Mirtillo, Dente di Leone e Kaisentlaia.
Intanto Parruccone ha fatto scavare delle gallerie di fuga per permettere agli altri di fuggire, mentre lui rimane indietro insieme a Nicchio, che funge da esca per attirare il Generale, per combattere Vulneraria. A sua insaputa però, anche Nerigno è rimasto indietro con l'intento di fronteggiare il Generale per far guadagnare tempo agli altri e per vendicarsi di colui che, per un tentativo di fuga, lo aveva torturato, esposto e usato come monito per gli altri conigli.
Gli scagnozzi di Vulneraria ormai hanno rimosso l'ostruzione agli ingressi, e il generale s'infila nella tana. Dopo un breve percorso, trova Nerigno, che gli salta addosso, venendo però facilmente sconfitto e ucciso brutalmente da Vulneraria che lo sgozza senza pietà. Dopo essersi liberato di Nerigno, il Generale affronta poi Parruccone che oppone una strenua resistenza contrattaccandolo, grazie a uno stratagemma. Moscardo, intanto, con i tre compagni attira il cane della fattoria del Noceto fin alla tana assediata e il grosso cane sbaraglia gli efrafani, uccidendone alcuni. Grazie all'astuzia, la conigliera è salva e il Generale Vulneraria ucciso, poiché tenterà una futile battaglia contro il feroce cane.
Alla fine il Coniglio Nero della Morte fa visita a Moscardo ormai anziano, questi dapprima titubante, viene rassicurato e lascia il mondo terreno per seguire il Coniglio Nero, certo che la sua conigliera prospererà e si espanderà per molto tempo.

## Personaggi

### Conigliera di Sandleford
- Moscardo (Hazel): è il protagonista del film. Un giovane coniglio che guida i conigli da Sandleford e alla fine diventa il loro capo coniglio. È il fratello maggiore di Quintilio. Sebbene Moscardo non sia particolarmente grande o potente, è leale, coraggioso, maturo, premuroso e un pensatore veloce. Vede il buono in ogni individuo; così facendo, si assicura che nessuno venga lasciato indietro, guadagnandosi così il rispetto e la lealtà della sua conigliera. Si affida spesso ai consigli di Quintilio e si fida dell'istinto di suo fratello. È doppiato in inglese da John Hurt e in italiano da Angelo Nicotra.
- Quintilio (Fiver): il fratello minore di Moscardo. Come veggente, ha visioni e forti istinti. Quintilio è uno dei conigli più intelligenti del gruppo. È timido, silenzioso, gentile e intuitivo con buon senso e, sebbene non agisca direttamente come leader, gli altri ascoltano e seguono i suoi consigli. È doppiato in inglese da Richard Briers e in italiano da Vittorio Stagni.
- Parruccone (Bigwig): un ex ufficiale dell'Owsla e il coniglio più grande e coraggioso del gruppo. Sebbene sia potente e feroce, si dimostra anche astuto a modo suo quando escogita un piano per sconfiggere il più grande e forte Generale Vulneraria. La sua battaglia finale con Vulneraria lo lascia gravemente ferito, ma sopravvive e diventa il leader dell'Owsla di Moscardo. È doppiato in inglese da Michael Graham Fox e in italiano da Luciano De Ambrosis.
- Mirtillo (Blackberry): coniglio più scaltro del gruppo, caratterizzato dalle punte degli orecchi nere. Sarà lui ad escogitare un metodo per attraversare il fiume, sfuggendo così ad un cane.
- Dente di Leone (Dandelion): corridore più veloce del gruppo e stimato novelliere. Nel corso del romanzo, narra diverse storie ai compagni nei momenti di difficoltà per tirar loro su il morale.
- Pungitopo (Holly, Captain Holly): ufficiale dell'Ausla, amico di Parruccone. Si ripromette di ucciderlo dopo che questi lo sconfigge per coprire la fuga del gruppo di Moscardo. Dopo essersi salvato dalla distruzione della conigliera da parte degli uomini, viene catturato dagli Efrafani e, dopo essere fuggito, si ricongiunge ai suoi compagni.
- Argento (Silver): uno dei compagni di viaggio di Moscardo. Contrariamente al romanzo, ove viene detto che è un nipote del Capo Coniglio entrato da poco nell'Ausla, si sa poco o niente su di lui.
- Nicchio (Pipkin): un piccolo e timido coniglio, che vede Moscardo come fratello maggiore, guida e protezione. Moscardo lo incoraggia e Nicchio gli diventa fedele. Dimostra di essere un consolatore costante, in particolare per Pungitopo dopo la distruzione della conigliera di Sandleford. È doppiato in inglese da Roy Kinnear.
- Violetta (Violet): unica femmina che segue Moscardo nella fuga dalla loro conigliera, assente nel romanzo. Durante una sosta, si allontana dal gruppo e viene ghermita da una poiana.
- Barbasso (Toadflax): uno dei membri dell'Ausla della conigliera nativa di Moscardo. Arrongante e violento, nel romanzo si scopre che sopravvive dopo essersi salvato dalla distruzione della conigliera, ma muore poco tempo dopo a causa degli effetti dei gas utilizzati dagli umani.
- Gran Coniglio (Threarah, the Chief Rabbit): anziano capo della conigliera nativa di Moscardo e Quintilio. Nel film viene omesso il suo nome: Trearà, oppure "Sorbo". A causa della sua pignoleria, non crede agli avvertimenti di Quintilio e resta ucciso durante la distruzione della conigliera da parte degli umani.

### Fattoria del Noceto
- Cedrina (Clover): una coniglia domestica. Nel romanzo, viene liberata da Moscardo e dai suoi compagni, stabilendosi nella loro conigliera. Invece, nel film, viene ricatturata quasi subito dal fattore.

### Conigliera di Èfrafa
- Kaisentlaia (Hyzenthlay): coniglia scontenta delle condizioni di vita di Efrafa. Segue Parruccone nella fuga insieme alle sue compagne e a Nerigno. Nel romanzo, alla fine diviene la compagna di Moscardo.
- Nerigno (Blackavar): un coniglio dal pelo nero, che tentò la fuga da Efrafa e per questo venne catturato e torturato dagli ufficiali, venendo poi utilizzato come monito per prevenire altri tentativi di fuga. Fugge poi insieme a Parruccone e alle femmine guidate da Kaisentlaia. A differenza del romanzo, Nerigno muore ucciso dal Generale Vulneraria dopo averlo attaccato nel tentativo di vendicarsi per ciò che aveva subito.
- Generale Vulneraria (General Woundwort): capo di Efrafa, un coniglio notevolmente grande (quasi quanto una lepre) e spietato. A differenza del romanzo, è stato mostrato cieco dall'occhio sinistro. Viene sconfitto da Parruccone dopo uno scontro violento e verrà poi ucciso dal cane della Fattoria del Noceto.
- Capitano Garofano (Captain Campion): uno dei capitani di Efrafa. Rispetto al romanzo, il suo personaggio è molto ridotto, al punto che non si sa cosa gli accada dopo la fuga degli ufficiali Efrafani rimasti.
- Verbasco (Vervain): comandante dell'Auslafa di Efrafa, nonché l'ufficiale più odiato della conigliera. Anche nel suo caso, il personaggio è stato estremamente ridotto, limitandolo alla scena in cui racconta a Parruccone la storia di Nerigno. Anche di lui non si sa cosa accada alla fine.

### Conigliera delle trappole
- Primula Gialla (Cowslip): un coniglio molto grande e grosso (tuttavia, incapace di combattere), vivente in una conigliera vicino al colle Watership. Lui e i suoi compagni vengono nutriti dagli umani, i quali poi li uccidono tramite trappole. Per non mutare il loro stile di vita, lui e i suoi compagni fanno finta di nulla sulle morti. A differenza del romanzo, lui è l'unico membro del suo gruppo ad interagire con i protagonisti.

### Altri
- Grande Fritz (Lord Frith): il dio Sole creatore dell'universo, divinità dei conigli secondo cui fu il creatore dapprima degli animali e poi delle loro specifiche peculiarità.
- El Ahrairà (El-Ahrairah): il Principe dei Conigli, eroe del folklore popolare, incarna tutte le doti del coniglio perfetto: intelligente, ingegnoso, e fedele alla propria conigliera.
- Il Coniglio Nero della Morte (The Black Rabbit of Inlé, Inlé-rah): un sinistro coniglio fantasma, servitore del Grande Fritz, per i conigli equivale al Tristo Mietitore del folklore umano, suo compito è assicurarsi che ogni coniglio trapassi al sopraggiungere della propria ora ed accompagnarlo nell'aldilà.
- Kehaar (Kehaar): un gabbiano ferito ad un'ala che i conigli incontrano ed aiutano sul colle Watership, per gratitudine ed amicizia aiuterà i suoi soccorritori in più di un'occasione.
- Bob (Bob): grosso cane della Fattoria del Noceto, si rivelerà involontariamente molto utile salvando la neonata conigliera di colle Watership grazie all'ingegno di Moscardo, tornerà alla fattoria portandosi via il corpo di Vulneraria apparentemente ucciso dal cane.
- Tab (Tab): il gatto della Fattoria del Noceto, creerà problemi più di una volta a Moscardo e agli altri conigli.
- Lucy (Lucy): presumibilmente la figlia del fattore, padroncina del gatto Tab, lo richiamerà più volte permettendo così ai conigli, messi alle strette dal felino, di scappare illesi.
- Umani (Humans): uno dei "predatori/nemici" più temibili per i conigli, sono i responsabili della distruzione dell'area in cui risiedeva la conigliera di Sandleford e quindi indirettamente dell'eccidio di svariati conigli, costruttori di veicoli (auto e treni) potenzialmente mortali per le piccole creature, nonché schiavisti in quanto tengono conigli in cattività (si veda Fattoria del Noceto), utilizzano armi e trappole dalle quali gli animali hanno molta difficoltà a difendersi.
- Altri animali: svariati predatori e possibili minacce per i conigli, quali tassi, volpi ed uccelli rapaci, ma anche ratti, cani e gatti. Innocui invece si rivelano altri animali (erbivori) come le mucche.

## Accoglienza
Il film ha ricevuto critiche positive; nel 1979 è stato candidato per il Premio Hugo come miglior film drammatico. Nel 2004, la rivista Total Film lo inserì al 47º posto fra i più grandi film inglesi di tutti i tempi.